# 11월 29일
11월 29일은 그레고리력으로 333번째(윤년일 경우 334번째) 날에 해당한다.

## 사건
- 561년 - 프랑크 왕국의 왕 클로타르 1세가 콩피에뉴에서 죽다. 그의 사후 프랑크 왕국이 네 아들 하리베르트, 군트람, 지게베르트, 힐페리히에게 분할 상속되다.
- 1943년 - 유고슬라비아 사회주의 연방 공화국이 수립을 선언하다.
- 1947년 - 유엔 총회에서 팔레스타인 분할안이 채택되다.
- 1987년 - 인도양 상공에서 승객과 승무원 115명을 태운 대한항공 858편 비행기가 방콕과 최후 교신 뒤 실종됨.
- 1990년 - 유엔이 이라크에 대한 무력 침공을 허락하다.
- 2003년 - 이라크 일본인 외교관 사살 사건.
- 2007년 - 필리핀 군대가 글로리아 마카파갈 아로요 대통령 퇴진을 요구하며 쿠테타를 일으켰다가 진압되었다.
- 2010년 - 경상북도 안동시에서 구제역이 발생하여 확산이 시작되었다.
- 2012년 -
  - 나로호가 3차 발사를 결함으로 무기한 연기하다.
  - 유엔 총회는 팔레스타인의 지위를 옵서버 `국가(state)'로 격상하는 결의안을 표결에 부쳐 통과시켰다.

## 문화
- 1899년 - 스페인의 축구 클럽 FC 바르셀로나가 창단되었다.
- 1913년 - 국제 펜싱 연맹이 설립되었다.
- 2011년 - 제6차 유네스코 무형유산위원회는 택견, 줄타기, 한산모시 짜기를 유네스코 세계무형유산으로 선정하였다. 이로써 한국은 인류무형유산을 모두 14건 보유하게 됐다.
- 2019년 - KBS의 연예 정보 프로그램 연예가중계가 35년만에 종영되다.

## 탄생
- 968년 - 일본의 제65대 천황 가잔 천황. (~1008년)
- 1766년 - 프랑스의 철학자 멘드비랑. (~1824년)
- 1797년 - 이탈리아의 작곡가 가에타노 도니체티. (~1848년)
- 1803년 - 오스트리아의 물리학자 크리스티안 도플러. (~1853년)
- 1832년 - 미국의 소설가 루이자 메이 올컷. (~1988년)
- 1835년 - 청나라 말기의 실권자 서태후. (~1908년)
- 1863년 - 프랑스의 사형집행인 아나톨 데이브레르. (~1939년)
- 1898년 - 영국의 소설가 C. S. 루이스. (~1963년)
- 1899년 - 이탈리아의 슈퍼센티네리언 엠마 모라노. (~2017년)
- 1904년 - 우루과이의 축구 선수, 축구 감독 엑토르 카스트로. (~1960년)
- 1908년 - 미국의 목사, 정치인 애덤 클레이턴 파월 주니어. (~1972년)
- 1909년
  - 대한민국의 문학가 김환태. (~1944년)
  - 일본의 배우 다나카 키누요. (~1977년)
- 1915년 - 미국의 엔지니어, 텔레비전용 무선 리모컨 개발자 유진 폴리. (~1995년)
- 1918년 - 모딜리아니의 딸 잔 모딜리아니. (~1984년)
- 1920년 - 대한민국의 비전향장기수 장호.
- 1925년 - 박정희 대한민국 전 대통령의 부인 육영수. (~1974년)
- 1927년 - 미국의 스포츠캐스터 빈 스컬리. (~2022년)
- 1928년 - 대한민국의 의학자 한상태. (~2020년)
- 1932년 - 대한민국의 시인, 교육자 이성교. (~2021년)
- 1933년 - 잉글랜드의 싱어송라이터 존 메이올. (~2024년)
- 1939년 - 스페인의 영화배우, 가수, 사회자 콘차 벨라스코. (~2023년)
- 1940년
  - 대한민국의 정치인 서정갑.
  - 대한민국의 배우 조춘.
  - 미국의 음악가 척 맨지오니. (~2025년)
- 1942년 - 대한민국의 정치인 김관용.
- 1943년 - 대한민국의 성우 박상일. (~2021년)
- 1949년 - 미국의 영화배우 게리 섄들링. (~2016년)
- 1953년 - 대한민국의 전 야구 선수, 현 야구 감독 김무관.
- 1954년 - 미국의 영화감독 조엘 코언 (코언 형제).
- 1955년 - 대한민국의 성우 박은숙.
- 1957년 - 일본의 전 축구 선수 스가마타 데쓰오.
- 1959년 - 남아프리카공화국의 수학자, 필즈상 수상자 리처드 보처즈.
- 1961년 - 미국의 배우 톰 시즈모어. (~2023년)
- 1962년 - 대한민국의 정치인 김현미.
- 1964년
  - 미국의 배우 돈 치들.
  - 미국의 가수, 작곡가 밀젠코 마티예비치.
- 1965년 - 일본의 가수 오자키 유타카. (~1992년)
- 1968년
  - 프랑스의 배우 샤를로트 발랑드레. (~2022년)
  - 미국의 가수 조너선 나이트.
- 1969년
  - 대한민국의 가수 현주.
  - 대한민국의 야구 선수 이영복.
  - 미국의 야구 선수 마리아노 리베라.
- 1970년
  - 대한민국의 배우 류승룡.
  - 대한민국의 배우 이주화.
- 1971년 - 대한민국의 정치인 전종덕.
- 1972년 - 일본의 성우 오기하라 히데키.
- 1973년 - 영국의 전 축구 선수 라이언 긱스.
- 1974년
  - 대한민국의 배우 손건우.
  - 슬로바키아의 아이스하키 선수 파볼 데미트라. (~2011년)
  - 일본의 정치인 고바야시 다카유키.
- 1975년 - 일본의 살인자 조타 히로시.
- 1976년
  - 대한민국의 배우 백주희.
  - 미국의 배우 애나 패리스.
  - 미국의 배우 채드윅 보스만. (~2020년)
- 1977년
  - 대한민국의 배우 김옥주.
  - 대한민국의 성우 임정길.
  - 잉글랜드의 전 축구 선수, 축구 감독, 축구 지도자 에디 하우.
- 1978년 - 대한민국의 배우 이원재.
- 1979년 - 대한민국의 가수 강타 (H.O.T.).
- 1980년 - 대한민국의 배우 천정명.
- 1981년
  - 중국계 말레이시아인 가수 장동량.
  - 미국의 영화 배우 킴벌리 컬럼.
- 1982년 - 미국의 배우 루커스 블랙.
- 1983년 - 대한민국의 배우 이규형.
- 1984년
  - 대한민국의 배우 지현우.
  - 대한민국의 배우 최윤소.
  - 대한민국의 스타크래프트 프로게이머 서기수.
- 1985년 - 일본의 가수, 배우 다구치 준노스케.
- 1986년
  - 대한민국의 래퍼 박시현 (스피카).
  - 대한민국의 야구 선수 전유수.
- 1987년 - 독일의 전 축구 선수 잔드로 바그너.
- 1988년
  - 대한민국의 전 스타크래프트 프로게이머 김동건.
  - 대한민국의 축구 선수 이현호.
- 1989년
  - 대한민국의 야구 선수 안정광.
  - 브라질의 축구 선수 세자르 페르난두 시우바 멜루.
- 1990년
  - 대한민국의 래퍼 이민혁 (비투비).
  - 대한민국의 컬링 선수 김은정.
  - 대한민국의 배우 정재광.
- 1991년 - 대한민국의 가수 차주현.
- 1992년
  - 대한민국의 스피드 스케이팅 선수 김철민.
  - 일본의 전 프로 야구 선수 이케다 슌.
- 1993년
  - 일본의 배우 키타하라 사야카.
  - 대한민국의 야구 선수 김명신.
  - 대한민국의 가수 죠지.
- 1994년 - 대한민국의 가수 문희원.
- 1995년
  - 일본의 아이돌 아베 마리아.
  - 호주의 배우, 극작가 리브 휴슨.
  - 대한민국의 가수 재민.
- 1996년
  - 가나의 축구 선수 로런스 아티지기.
  - 포르투갈의 축구 선수 곤살루 게드스.
  - 대한민국의 피겨 스케이팅 선수 김진서.
- 1997년 - 대한민국의 가수 수조.
- 1998년 - 일본의 스노보드, 스케이드보드 선수 히라노 아유무.
- 1999년 - 대한민국의 가수 우리.
- 2002년
  - 대한민국의 가수 서민아.
  - 미국의 축구 선수 유누스 무사.
- 2004년 - 대한민국의 배우 신수연.
- 2006년 - 대한민국의 가수 운학 (보이넥스트도어).
- 2010년 - 대한민국의 가수 황채민. (비타민)

## 사망
- 561년 - 프랑크 왕국의 국왕 클로타르 1세. (497년~)
- 1378년 - 신성 로마 제국의 황제 카를 4세. (1316년~)
- 1544년 - 조선의 제11대 국왕 중종. (1488년~)
- 1585년 - 일본 센고쿠 시대의 다이묘 니혼마쓰 요시쓰구. (1552년~)
- 1643년 - 이탈리아의 작곡가 클라우디오 몬테베르디. (1567년~)
- 1780년 - 오스트리아의 군주, 헝가리의 군주 마리아 테레지아. (1717년~)
- 1920년 - 대한제국의 교육자, 독립운동가 강우규. (1855년~)
- 1924년 - 이탈리아의 작곡가 자코모 푸치니. (1858년~)
- 1931년 - 대한민국 최초의 종합대학교 숭실대학교의 설립자, 초대 학장 윌리엄 M. 베어드. (1862년~)
- 1957년 - 미국의 작곡가 에리히 볼프강 코른골트. (1897년~)
- 1981년 - 미국의 배우 내털리 우드. (1938년~)
- 1985년 - 대한민국의 가수 김정호. (1952년~)
- 1986년 - 미국의 배우 케리 그랜트. (1904년~)
- 2001년 - 영국의 가수 조지 해리슨. (1943년~)
- 2011년 - 대한민국의 정치인 양해준. (1926년~)
- 2015년 - 대한민국의 성우 김계원. (1937년~)
- 2017년 - 크로아티아의 군인 슬로보단 프랄랴크. (1945년~)
- 2018년 - 일본의 배우 아카기 하루에. (1924년~)
- 2019년
  - 일본의 정치인 나카소네 야스히로. (1918년~)
  - 일본의 성우 이노우에 마키오. (1938년~)
- 2020년
  - 대한민국의 국회의원 윤영탁. (1933년~)
  - 대한민국의 동양화가 서세옥. (1929년~)
  - 세네갈의 축구선수 파파 부바 디오프. (1978년~)
  - 미국의 작가 벤 보바. (1932년~)
- 2021년
  - 오스트레일리아의 영화배우 데이비드 걸필리. (1953년~)
  - 러시아의 영화감독 블라디미르 나우모프. (1927년~)
  - 미국의 영화배우 알린 달. (1925년~)
- 2022년 - 미국의 군인 히로시 H. 미야무라. (1925년~)
- 2023년
  - 대한민국의 제32·33대 총무원장 자승. (1954년~)
  - 미국의 제56대 국무장관 헨리 키신저. (1923년~)
- 2024년
  - 대한민국의 배우 박민재. (1992년~)
  - 대만의 정치인 젠자오둥. (1955년~)
  - 미국의 펜싱 선수 피터 웨스트브룩(1952년~).

## 기념일
- 세계 팔레스타인 연대의 날(International Day of Solidarity with the Palestinian People)

## 같이 보기
- 전날: 11월 28일 다음날: 11월 30일 - 전달: 10월 29일 다음달: 12월 29일
- 음력: 11월 29일
- 모두 보기